# Leichtathletik-Afrikameisterschaften 1993
Die 9. Leichtathletik-Afrikameisterschaften fanden vom 23. bis 27. Juni 1993 im Kings-Park-Stadion im südafrikanischen Durban statt.
Entscheidungen fielen in 22 Disziplinen für Männer und 19 Disziplinen für Frauen. Bei den Frauen gab es noch keine Wettbewerbe im 3000-Meter-Hindernislauf, im Stabhochsprung und im Hammerwurf.
Es nahmen 294 Athleten aus 32 Ländern teil. Neun Sportlern gelang die Titelverteidigung in ihrer Disziplin: Okkert Brits (RSA, Stabhochsprung), Toussaint Rabenala (MDG, Dreisprung), Hakim Toumi (ALG, Hammerwurf), Tom Petranoff (RSA, Speerwurf), Elana Meyer (RSA, 1500-Meter-Lauf), Derartu Tulu (ETH, 3000-Meter-Lauf), Lizette Etsebeth (RSA, Diskuswurf), Chrisna Oosthuizen (RSA, Siebenkampf) und Dounia Kara (ALG, 5000 m Bahngehen). Außerdem siegte die nigerianische 4-mal-400-Meter-Staffel der Frauen zum fünften Mal insgesamt und zum vierten Mal in Folge bei Afrikameisterschaften.

## Resultate

### 100 m
| Platz | Land           | Athlet                | Zeit    |
| ----- | -------------- | --------------------- | ------- |
| 1     | Nigeria        | Daniel Effiong        | 10,39 s |
| 2     | Elfenbeinküste | Jean-Olivier Zirignon | 10,53 s |
| 3     | Ghana          | Nelson Boateng        | 10,55 s |

(Wind: −0,3 m/s)
| Platz | Land      | Athletin               | Zeit    |
| ----- | --------- | ---------------------- | ------- |
| 1     | Nigeria   | Beatrice Utondu        | 11,39 s |
| 2     | Südafrika | Elinda Vorster         | 11,45 s |
| 3     | Nigeria   | Christy Opara-Thompson | 11,60 s |

(Wind: −1,2 m/s)

### 200 m
| Platz | Land      | Athlet         | Zeit    |
| ----- | --------- | -------------- | ------- |
| 1     | Südafrika | Johan Rossouw  | 20,65 s |
| 2     | Nigeria   | Oluyemi Kayode | 20,79 s |
| 3     | Ghana     | Nelson Boateng | 21,01 s |

(Wind: +1,7 m/s)
| Platz | Land      | Athletin        | Zeit    |
| ----- | --------- | --------------- | ------- |
| 1     | Nigeria   | Mary Onyali     | 22,71 s |
| 2     | Südafrika | Yolanda Steyn   | 23,22 s |
| 3     | Südafrika | Evette de Klerk | 23,29 s |

(Wind: +1,9 m/s)

### 400 m
| Platz | Land  | Athlet          | Zeit    |
| ----- | ----- | --------------- | ------- |
| 1     | Kenia | Kennedy Ochieng | 45,29 s |
| 2     | Ghana | Ibrahim Hassan  | 45,90 s |
| 3     | Kenia | Simon Kemboi    | 46,06 s |

| Platz | Land     | Athletin         | Zeit    |
| ----- | -------- | ---------------- | ------- |
| 1     | Mosambik | Tina Paulino     | 51,82 s |
| 2     | Nigeria  | Emily Odoemenam  | 52,26 s |
| 3     | Senegal  | Aïssatou Tandian | 53,00 s |

### 800 m
| Platz | Land    | Athlet               | Zeit        |
| ----- | ------- | -------------------- | ----------- |
| 1     | Kenia   | Sammy Langat         | 1:45,43 min |
| 2     | Kenia   | Paul Ruto            | 1:45,99 min |
| 3     | Burundi | Arthémon Hatungimana | 1:46,42 min |

| Platz | Land      | Athletin               | Zeit        |
| ----- | --------- | ---------------------- | ----------- |
| 1     | Mosambik  | Maria de Lurdes Mutola | 1:56,36 min |
| 2     | Kenia     | Gladys Wamuyu          | 2:01,24 min |
| 3     | Südafrika | Ilse Wicksell          | 2:03,75 min |

### 1500 m
| Platz | Land      | Athlet         | Zeit        |
| ----- | --------- | -------------- | ----------- |
| 1     | Kenia     | David Kibet    | 3:45,67 min |
| 2     | Südafrika | Johan Landsman | 3:46,03 min |
| 3     | Südafrika | Johan Fourie   | 3:46,22 min |

| Platz | Land      | Athletin       | Zeit        |
| ----- | --------- | -------------- | ----------- |
| 1     | Südafrika | Elana Meyer    | 4:12,56 min |
| 2     | Südafrika | Gwen Griffiths | 4:13,17 min |
| 3     | Äthiopien | Getenesh Urge  | 4:13,68 min |

### 5000 m / 3000 m
| Platz | Land      | Athlet             | Zeit         |
| ----- | --------- | ------------------ | ------------ |
| 1     | Kenia     | Simon Chemoiywo    | 13:09,68 min |
| 2     | Äthiopien | Haile Gebrselassie | 13:10,41 min |
| 3     | Äthiopien | Worku Bikila       | 13:12,53 min |

| Platz | Land      | Athletin         | Zeit        |
| ----- | --------- | ---------------- | ----------- |
| 1     | Südafrika | Gwen Griffiths   | 9:13,92 min |
| 2     | Äthiopien | Merima Denboba   | 9:14,48 min |
| 3     | Kenia     | Hellen Chepngeno | 9:14,49 min |

### 10.000 m
| Platz | Land      | Athlet             | Zeit         |
| ----- | --------- | ------------------ | ------------ |
| 1     | Kenia     | William Sigei      | 27:25,23 min |
| 2     | Äthiopien | Fita Bayisa        | 27:26,90 min |
| 3     | Äthiopien | Haile Gebrselassie | 27:30,17 min |

| Platz | Land      | Athletin       | Zeit         |
| ----- | --------- | -------------- | ------------ |
| 1     | Äthiopien | Berhane Adere  | 32:48,52 min |
| 2     | Kenia     | Lydia Cheromei | 32:54,55 min |
| 3     | Äthiopien | Fatuma Roba    | 32:55,32 min |

### 110 m Hürden / 100 m Hürden
| Platz | Land      | Athlet            | Zeit    |
| ----- | --------- | ----------------- | ------- |
| 1     | Südafrika | Kobus Schoeman    | 13,93 s |
| 2     | Nigeria   | Moses Oyiki Orode | 14,21 s |
| 3     | Südafrika | Winpie Nel        | 14,22 s |

(Wind: +0,4 m/s)
| Platz | Land       | Athletin              | Zeit    |
| ----- | ---------- | --------------------- | ------- |
| 1     | Madagaskar | Nicole Ramalalanirina | 13,32 s |
| 2     | Nigeria    | Taiwo Aladefa         | 13,50 s |
| 3     | Südafrika  | Annemarie le Roux     | 13,74 s |

(Wind: +0,3 m/s)

### 400 m Hürden
| Platz | Land      | Athlet         | Zeit    |
| ----- | --------- | -------------- | ------- |
| 1     | Kenia     | Erick Keter    | 49,38 s |
| 2     | Südafrika | Dries Vorster  | 49,59 s |
| 3     | Senegal   | Hamidou M’Baye | 50,22 s |

| Platz | Land      | Athletin         | Zeit    |
| ----- | --------- | ---------------- | ------- |
| 1     | Nigeria   | Omotayo Akinremi | 57,59 s |
| 2     | Südafrika | Lana Uys         | 57,60 s |
| 3     | Südafrika | Karen Swanepoel  | 58,23 s |

### 3000 m Hindernis
| Platz | Land      | Athlet             | Zeit        |
| ----- | --------- | ------------------ | ----------- |
| 1     | Kenia     | Joseph Keter       | 8:22,34 min |
| 2     | Kenia     | Christopher Kosgei | 8:24,58 min |
| 3     | Äthiopien | Simretu Alemayehu  | 8:31,51 min |

### 20 km Gehen / 5000 m Gehen
| Platz | Land      | Athlet           | Zeit      |
| ----- | --------- | ---------------- | --------- |
| 1     | Äthiopien | Getachew Demisse | 1:28:56 h |
| 2     | Südafrika | Chris Britz      | 1:29:28 h |
| 3     | Südafrika | Riecus Blignouat | 1:30:55 h |

| Platz | Land      | Athletin          | Zeit         |
| ----- | --------- | ----------------- | ------------ |
| 1     | Algerien  | Dounia Kara       | 24:33,56 min |
| 2     | Äthiopien | Amsale Yakobe     | 24:39,04 min |
| 3     | Südafrika | Felecita Falconer | 25:32,68 min |

### Hochsprung
| Platz | Land      | Athlet             | Höhe   |
| ----- | --------- | ------------------ | ------ |
| 1     | Südafrika | Flippie van Vuuren | 2,22 m |
| 2     | Mauritius | Khemraj Naïko      | 2,19 m |
| 3     | Südafrika | Pierre Vorster     | 2,13 m |

| Platz | Land           | Athletin          | Höhe   |
| ----- | -------------- | ----------------- | ------ |
| 1     | Südafrika      | Charmaine Weavers | 1,90 m |
| 2     | Elfenbeinküste | Lucienne N’Da     | 1,86 m |
| 3     | Südafrika      | Desiré du Plessis | 1,80 m |

### Weitsprung
| Platz | Land    | Athlet          | Weite  |
| ----- | ------- | --------------- | ------ |
| 1     | Nigeria | Obinna Eregbu   | 8,32 m |
| 2     | Nigeria | Ayodele Aladefa | 8,05 m |
| 3     | Kenia   | James Sabulei   | 7,99 m |

| Platz | Land      | Athletin               | Weite  |
| ----- | --------- | ---------------------- | ------ |
| 1     | Nigeria   | Christy Opara-Thompson | 6,57 m |
| 2     | Nigeria   | Beatrice Utondu        | 6,44 m |
| 3     | Äthiopien | Hiwot Sisay            | 6,23 m |

### Dreisprung
| Platz | Land       | Athlet             | Weite   |
| ----- | ---------- | ------------------ | ------- |
| 1     | Madagaskar | Toussaint Rabenala | 16,72 m |
| 2     | Südafrika  | Wikus Olivier      | 16,35 m |
| 3     | Seychellen | Paul Nioze         | 16,11 m |

| Platz | Land       | Athletin      | Weite   |
| ----- | ---------- | ------------- | ------- |
| 1     | Südafrika  | Petrusa Swart | 12,95 m |
| 2     | Seychellen | Béryl Laramé  | 12,20 m |
| 3     | Benin      | Sonya Agbéssi | 12,02 m |

### Stabhochsprung
| Platz | Land      | Athlet             | Höhe   |
| ----- | --------- | ------------------ | ------ |
| 1     | Südafrika | Okkert Brits       | 5,40 m |
| 2     | Südafrika | Riaan Botha        | 5,20 m |
| 3     | Mauritius | Brian Mardaymootoo | 4,60 m |

### Speerwurf
| Platz | Land      | Athlet        | Weite   |
| ----- | --------- | ------------- | ------- |
| 1     | Südafrika | Tom Petranoff | 82,40 m |
| 2     | Südafrika | Phillip Spies | 77,68 m |
| 3     | Südafrika | Louis Fouché  | 77,10 m |

| Platz | Land      | Athletin          | Weite   |
| ----- | --------- | ----------------- | ------- |
| 1     | Südafrika | Liezel Roux       | 48,24 m |
| 2     | Südafrika | Rhona Dwinger     | 47,60 m |
| 3     | Südafrika | Michelle Bradbury | 43,92 m |

### Diskuswurf
| Platz | Land             | Athlet           | Weite   |
| ----- | ---------------- | ---------------- | ------- |
| 1     | Zentralafr. Rep. | Mickaël Conjungo | 59,92 m |
| 2     | Südafrika        | Christo Kruger   | 54,42 m |
| 3     | Südafrika        | Dawie Kok        | 54,08 m |

| Platz | Land      | Athletin             | Weite   |
| ----- | --------- | -------------------- | ------- |
| 1     | Südafrika | Lizette Etsebeth     | 54,16 m |
| 2     | Südafrika | Nanette van der Walt | 51,58 m |
| 3     | Südafrika | Sandra Willms        | 50,56 m |

### Kugelstoßen
| Platz | Land      | Athlet        | Weite   |
| ----- | --------- | ------------- | ------- |
| 1     | Südafrika | Carel le Roux | 18,29 m |
| 2     | Nigeria   | Chima Ugwu    | 18,07 m |
| 3     | Südafrika | Jaco Snyman   | 17,38 m |

| Platz | Land      | Athletin          | Weite   |
| ----- | --------- | ----------------- | ------- |
| 1     | Südafrika | Louise Meintjies  | 14,66 m |
| 2     | Kenia     | Elizabeth Olaba   | 14,42 m |
| 3     | Südafrika | Luzanda Swanepoel | 14,23 m |

### Hammerwurf
| Platz | Land      | Athlet       | Weite   |
| ----- | --------- | ------------ | ------- |
| 1     | Algerien  | Hakim Toumi  | 69,82 m |
| 2     | Algerien  | Samir Haouam | 63,76 m |
| 3     | Südafrika | Charlie Koen | 60,46 m |

### 4 × 100 m
| Platz | Land      | Zeit    |
| ----- | --------- | ------- |
| 1     | Ghana     | 39,53 s |
| 2     | Nigeria   | 39,97 s |
| 3     | Südafrika | 40,25 s |

| Platz | Land       | Zeit    |
| ----- | ---------- | ------- |
| 1     | Nigeria    | 43,49 s |
| 2     | Madagaskar | 44,93 s |
| 3     | Südafrika  | 45,15 s |

### 4 × 400 m
| Platz | Land    | Zeit        |
| ----- | ------- | ----------- |
| 1     | Kenia   | 3:03,10 min |
| 2     | Nigeria | 3:06,03 min |
| 3     | Senegal | 3:06,38 min |

| Platz | Land      | Zeit        |
| ----- | --------- | ----------- |
| 1     | Nigeria   | 3:33,21 min |
| 2     | Südafrika | 3:37,24 min |
| 3     | Ghana     | 3:39,66 min |

### Zehnkampf / Siebenkampf
| Platz | Land      | Athlet              | Punkte      |
| ----- | --------- | ------------------- | ----------- |
| 1     | Südafrika | Pierre Faber        | 7164 Punkte |
| 2     | Südafrika | Danie van Wyk       | 7108 Punkte |
| 3     | Ägypten   | Hassan Farouk Sayed | 6770 Punkte |

| Platz | Land      | Athletin           | Punkte      |
| ----- | --------- | ------------------ | ----------- |
| 1     | Südafrika | Chrisna Oosthuizen | 5339 Punkte |
| 2     | Südafrika | Maralize Visser    | 5159 Punkte |
| 3     | Kenia     | Caroline Kola      | 4925 Punkte |

## Medaillenspiegel
| Medaillenspiegel Endstand nach 41 Entscheidungen | Medaillenspiegel Endstand nach 41 Entscheidungen | Medaillenspiegel Endstand nach 41 Entscheidungen | Medaillenspiegel Endstand nach 41 Entscheidungen | Medaillenspiegel Endstand nach 41 Entscheidungen | Medaillenspiegel Endstand nach 41 Entscheidungen |
| Platz                                            | Land                                             | Gold                                             | Silber                                           | Bronze                                           | Gesamt                                           |
| ------------------------------------------------ | ------------------------------------------------ | ------------------------------------------------ | ------------------------------------------------ | ------------------------------------------------ | ------------------------------------------------ |
| 1                                                | Südafrika                                        | 15                                               | 16                                               | 19                                               | 50                                               |
| 2                                                | Nigeria                                          | 8                                                | 9                                                | 1                                                | 18                                               |
| 3                                                | Kenia                                            | 8                                                | 5                                                | 4                                                | 17                                               |
| 4                                                | Äthiopien                                        | 2                                                | 4                                                | 6                                                | 12                                               |
| 5                                                | Algerien                                         | 2                                                | 1                                                | –                                                | 3                                                |
| 5                                                | Madagaskar                                       | 2                                                | 1                                                | –                                                | 3                                                |
| 7                                                | Mosambik                                         | 2                                                | –                                                | –                                                | 2                                                |
| 8                                                | Ghana                                            | 1                                                | 1                                                | 3                                                | 5                                                |
| 9                                                | Zentralafrikanische Republik                     | 1                                                | –                                                | –                                                | 3                                                |
| 10                                               | Elfenbeinküste                                   | –                                                | 2                                                | –                                                | 2                                                |
| 11                                               | Mauritius                                        | –                                                | 1                                                | 1                                                | 2                                                |
| 11                                               | Seychellen                                       | –                                                | 1                                                | 1                                                | 2                                                |
| 13                                               | Senegal                                          | –                                                | –                                                | 3                                                | 3                                                |
| 14                                               | Ägypten                                          | –                                                | –                                                | 1                                                | 1                                                |
| 14                                               | Benin                                            | –                                                | –                                                | 1                                                | 1                                                |
| 14                                               | Burundi                                          | –                                                | –                                                | 1                                                | 1                                                |